# Берёзовский переулок
Берёзовский переу́лок — переулок в историческом районе Закутумье в центральной части Астрахани, проходит с северо-запада на юго-восток. Начинается от Московской улицы, пересекает Коммунистическую, Марфинскую и улицу Чайковского и заканчивается у улицы Бетховена.
Переулок преимущественно застроен малоэтажными зданиями дореволюционного периода, в том числе памятниками архитектуры.

## История
До 1920 года переулок назывался 2-м Проточным, затем получил современное название.

## Застройка
- дом 6/35 —  памятник архитектуры Дом И. А. Храмова
- дом 13/38 —  памятник архитектуры Подворье Чуркинского монастыря

## Транспорт
По Берёзовскому переулку движения общественного транспорта нет, ближайшая остановка маршрутных такси «Педучилище» находится на соседней улице Академика Королёва.